# HAZCHEM Emergency Action Code

Beispiel

Der HazChem Code stammt aus dem englischen Raum (englisch Hazardous Chemicals, deutsch Gefährliche Chemikalien). Er beschreibt in kurzer Form die von der Feuerwehr durchzuführenden Notfall- und Schutzmaßnahmen bei einem Schadensfall mit gefährlichen Chemikalien.
In Deutschland, Österreich und der Schweiz ist der HazChem Code wie auch der Gefahrendiamant in der Regel nicht an der Ladung oder dem Transportfahrzeug zu finden, sondern in der entsprechenden Literatur (Hommel, Gefahrgutschlüssel) oder in EDV-Datenbanken der Leitstelle (Resy 2009, Keudel-Datenbank, Informationssystem für gefährliche Stoffe (IGS) etc.).
Der Vorteil dieses Codes besteht darin, dass nicht, wie bei der Kemler-Zahl, nur die Gefahren einzeln aufgeschlüsselt sind. Stattdessen sind klare Anweisungen zum Löschmittel, zur Schutzkleidung und zum Vorgehen vorgegeben (z. B. Schaum, CSA, Eindeichen).